# Korfbal 1975-1976
Korfbalseizoen 1975-1976 is het zesde seizoen van de gezamenlijke korfbalbond KNKV. In dit seizoen telt de veldcompetitie een Hoofdklasse waarbij elk team 18 wedstrijden speelt en in de zaalcompetitie zijn twee Hoofdklassen waarbij elk team 14 wedstrijden speelt.
In dit seizoen gebeurde in de zaalcompetitie wat bijzonders. In beide Hoofdklassen moesten een beslissingswedstrijden gespeeld worden om te bepalen welke ploeg kampioen zou worden. Er zat een kans in dat de zaalfinale een Haags onderonsje zou worden tussen HKV en Ons Eibernest, iets wat nog niet eerder was voorgekomen in het zaalkorfbal. Daarnaast was aan de beslissingswedstrijden bijzonder, dat twee gepromoveerde teams zich in de top 4 van Nederland hadden gevestigd, namelijk HKV en Deetos.

## Veldcompetitie KNKV
In seizoen 1975-1976 was de hoogste Nederlandse veldkorfbalcompetitie in de KNKV de Hoofdklasse; een poule met 10 teams. Het kampioenschap is voor het team dat na 18 competitiewedstrijden de meeste wedstrijdpunten heeft verzameld. Een play-off systeem was niet van toepassing. Enkel bij een gedeelde eerste plaats zou er een beslissingswedstrijd gespeeld moeten worden. De onderste twee ploegen degraderen.
Hoofdklasse Veld
| pos | club           | gs | w  | g | v  | pnt | dv  | dt  | dt  |
| --- | -------------- | -- | -- | - | -- | --- | --- | --- | --- |
| 1.  | LUTO           | 18 | 13 | 2 | 3  | 28  | 152 | 108 | +44 |
| 2.  | Ons Eibernest  | 18 | 13 | 1 | 4  | 27  | 173 | 114 | +59 |
| 3.  | Deto           | 18 | 10 | 3 | 5  | 23  | 136 | 117 | +19 |
| 4.  | PKC            | 18 | 10 | 2 | 6  | 22  | 153 | 132 | +21 |
| 5.  | AKC Blauw-Wit  | 18 | 7  | 4 | 7  | 18  | 126 | 132 | -6  |
| 6.  | Archipel       | 18 | 7  | 2 | 9  | 16  | 107 | 114 | -7  |
| 7.  | AKC            | 18 | 7  | 2 | 9  | 16  | 118 | 142 | -24 |
| 8.  | ROHDA*         | 19 | 7  | 2 | 10 | 16  | 135 | 151 | -16 |
| 9.  | De Danaïden*   | 19 | 6  | 2 | 11 | 14  | 128 | 159 | -31 |
| 10. | Westerkwartier | 18 | 0  | 2 | 16 | 2   | 98  | 157 | -59 |

- = zowel ROHDA als De Danaïden stonden na 18 wedstrijden op 14 punten. Er moest een beslissingsduel gespeeld worden om te bepalen welke ploeg als 9e zou eindigen en dus zou degraderen. Deze wedstrijd werd gespeeld op maandag 7 juni 1976 en werd gewonnen door ROHDA met 12-10.

| Veldkampioen van Nederland KNKV 1976 |
| ------------------------------------ |
| LUTO                                 |

## Zaalcompetitie KNKV
In seizoen 1975-1976 was de hoogste Nederlandse zaalkorfbalcompetitie in de KNKV de Hoofdklasse; twee poules met elk 8 teams. Het kampioenschap is voor de winnaar van de kampioenswedstrijd, waarin de kampioen van de Hoofdklasse A tegen de kampioen van de Hoofdklasse B speelt.
 Hoofdklasse A
| pos | club           | gs | w  | g | v | pnt | dv  | dt  | dt  |
| --- | -------------- | -- | -- | - | - | --- | --- | --- | --- |
| 1.  | Deto*          | 15 | 10 | 2 | 3 | 22  | 159 | 137 | +22 |
| 2.  | HKV*           | 15 | 8  | 4 | 3 | 20  | 157 | 137 | +20 |
| 3.  | AKC            | 14 | 8  | 1 | 5 | 17  | 158 | 146 | +12 |
| 4.  | Allen Weerbaar | 14 | 8  | 1 | 5 | 17  | 158 | 147 | +11 |
| 5.  | Archipel       | 14 | 5  | 2 | 7 | 12  | 133 | 161 | -28 |
| 6.  | Het Zuiden     | 14 | 5  | 0 | 9 | 10  | 138 | 145 | -7  |
| 7.  | BEP            | 14 | 2  | 4 | 8 | 8   | 153 | 156 | -3  |
| 8.  | Rust Roest     | 14 | 3  | 2 | 9 | 8   | 130 | 157 | -27 |

- = zowel Deto als HKV hadden 20 punten na de reguliere competitie. Via een beslissingsduel werd beslist welke ploeg eerste zou worden en dus finalist zou worden. Deze wedstrijd werd gespeeld op donderdag 4 maart 1976 op dezelfde locatie als de finale, namelijk Ahoy, Rotterdam. De wedstrijd werd gewonnen door DETO met 11-10.

Hoofdklasse B
| pos | club           | gs | w  | g | v  | pnt | dv  | dt  | dt  |
| --- | -------------- | -- | -- | - | -- | --- | --- | --- | --- |
| 1.  | Ons Eibernest* | 15 | 12 | 1 | 2  | 25  | 189 | 146 | +43 |
| 2.  | Deetos*        | 15 | 11 | 1 | 3  | 23  | 152 | 137 | +15 |
| 3.  | LUTO           | 14 | 9  | 1 | 4  | 19  | 170 | 132 | +38 |
| 4.  | AKC Blauw-Wit  | 14 | 6  | 2 | 6  | 14  | 137 | 132 | +5  |
| 5.  | KV Die Haghe   | 14 | 5  | 1 | 8  | 11  | 117 | 137 | -20 |
| 6.  | De Danaïden    | 14 | 5  | 0 | 9  | 10  | 135 | 148 | -13 |
| 7.  | ZKV            | 14 | 3  | 2 | 9  | 8   | 110 | 142 | -32 |
| 8.  | Wordt Kwiek    | 14 | 1  | 2 | 11 | 4   | 144 | 180 | -36 |

- = zowel Ons Eibernest als Deetos hadden 23 punten na de reguliere competitie. Via een beslissingsduel werd beslist welke ploeg eerste zou worden en dus finalist zou worden. Deze wedstrijd werd gespeeld op donderdag 4 maart 1976 op dezelfde locatie als de finale, namelijk Ahoy, Rotterdam. De wedstrijd werd gewonnen door Ons Eibernest met 8-7.

De finale werd gespeeld op zaterdag 13 maart 1976 in de Ahoy te Rotterdam.
| Hoofdklasse Finale |               |    |
|                    |               |    |
| A1                 | Deto          | 9  |
| B1                 | Ons Eibernest | 13 |

| Zaalkampioen van Nederland KNKV 1976 |
| ------------------------------------ |
| Ons Eibernest                        |